# NGC 2115
NGC 2115 é uma galáxia espiral (S0-a) localizada na direcção da constelação de Pictor. Possui uma declinação de -50° 35' 00" e uma ascensão recta de 5 horas, 51 minutos e 19,8 segundos.
A galáxia NGC 2115 foi descoberta em 4 de Janeiro de 1837 por John Herschel.